# Bob Evans
Robert "Bob" Evans (1947. június 11. –) brit autóversenyző, Formula–1-es pilóta.

## Pályafutása
1974-ben megnyerte a brit Formula–5000-es sorozat bajnoki címét. Bob Peter Gethin és Ian Ashley előtt lett első a pontversenyben.
1975-ben a Formula–1-es világbajnokság kilenc versenyén vett részt a Stanley BRM csapattal. Legjobb eredményét a belga nagydíjon érte el, ahol kilencedikként ért célba. A következő évben két versenyen a Lotus, majd a brit futamon a RAM Racing autójával vett részt, pontot ekkor sem szerzett.
Pályafutása alatt elindult több, a világbajnokság keretein kívül rendezett Formula–1-es viadalon is. Az 1978-as brit Formula–1-es bajnokságot Tony Trimmer mögött a második helyen zárta.
1978 és 1982 között minden évben rajthoz áll a Le Mans-i 24 órás futamon. Mindössze egyszer, az 1980-as versenyen ért célba, ahol váltótársával, Chris Craftal huszonötödikként végeztek.

## Eredményei

### Teljes Formula–1-es eredménysorozata
(Táblázat értelmezése)

(Félkövér: pole-pozícióból indult; dőlt: leggyorsabb kört futott) 

| Év   | Csapat                 | Modell                     | Motor                     | 1   | 2      | 3      | 4      | 5      | 6     | 7      | 8      | 9      | 10  | 11  | 12     | 13     | 14  | 15  | 16  | Helyezés | Pont |
| ---- | ---------------------- | -------------------------- | ------------------------- | --- | ------ | ------ | ------ | ------ | ----- | ------ | ------ | ------ | --- | --- | ------ | ------ | --- | --- | --- | -------- | ---- |
| 1975 | Stanley BRM            | British Racing Motors P201 | British Racing Motors V12 | ARG | BRA    | RSA 15 | ESP Ki | MON Nk | BEL 9 | SWE 13 | NED Ki | FRA 17 | GBR | GER | AUT Ki | ITA Ki | USA |     |     | -        | 0    |
| 1976 | John Player Team Lotus | Lotus 77                   | Cosworth V8               | BRA | RSA 10 | USW Nk |        |        |       |        |        |        |     |     |        |        |     |     |     | -        | 0    |
| 1976 | RAM Racing             | Brabham BT44B              | Cosworth V8               |     |        |        | ESP    | BEL    | MON   | SWE    | FRA    | GBR Ki | GER | AUT | NED    | ITA    | CAN | USA | JPN | -        | 0    |

### Le Mans-i 24 órás autóverseny
| Év   | Csapat                     | Autó           | Csapattárs   | Csapattárs     | Csapattárs   | Helyezés |
| ---- | -------------------------- | -------------- | ------------ | -------------- | ------------ | -------- |
| 1978 | Dorset Racing Organisation | Lola T294S     | Richard Bond | Martin Birrane | Richard Down | Kiesett  |
| 1979 | Dome Co. Ltd.              | Dome Zero RL   | Tony Trimmer |                |              | Kiesett  |
| 1980 | Dome Co. Ltd.              | Dome Zero RL80 | Chris Craft  |                |              | 25.      |
| 1981 | Dome Co. Ltd.              | Dome Zero RL81 | Chris Craft  |                |              | Kiesett  |
| 1982 | Nimrod Racing Automobiles  | Nimrod NRA C2  | Tiff Needell | Geoff Lees     |              | Kiesett  |